# Carlos Suriñach
Carlos Suriñach Wrokona —conocido como Carles Suriñach en Cataluña y como Carlos Surinach en el mundo anglosajón— (Barcelona, 4 de marzo de 1915, New Haven, 12 de noviembre de 1997) fue un compositor y director de orquesta catalán que desarrolló la parte más importante de su carrera musical en EE. UU., donde se convirtió en un reconocido compositor de danza contemporánea y cuya nacionalidad adquirió en 1959.

## Vida y carrera musical
Carlos Suriñach nació en Barcelona, en cuyo Conservatorio realizó sus estudios musicales, siendo su maestro de composición Enric Morera. Tras dirigir la Orquesta Sinfónica de Barcelona y la del Liceo, se trasladó con una beca a Alemania, donde estudió composición en Berlín con Max Trapp y dirección de orquesta en Düsseldorf con Hugo Balzer, asistiendo además a seminarios impartidos por Richard Strauss.
En 1943 volvió a Barcelona y comenzó su carrera como compositor. Su ópera El mozo que casó con mujer brava se estrenó en el Liceo en 1948, cuando Suriñach ya había fijado su residencia en París, lo que le permitió dar a conocer sus obras en varios países europeos, en los que dirigió importantes orquestas, como la Orquesta Lamoureux, la Orquesta Nacional de la Radiodifusión Francesa o la Filarmónica de Lisboa.
En 1951 emigró a los EE. UU., donde se convirtió en un importante compositor de ballet, creando tres partituras para la importante coreógrafa Martha Graham: Embattled Garden (1958), Acrobats of God (1960) y The Owl and the Pussycat (1978). También compuso Feast of Ashes para el Joffrey Ballet. Adquirió la nacionalidad estadounidense en 1959.
Suriñach prestó como compositor una atención especial a la música del flamenco, de lo que son muestra su ballet Ritmo Jondo (1953), su Sinfonieta Flamenca (estrenada en Louisville el 9 de enero de 1954), su obertura dramática Drama Jondo (1965), las Flamenco Meditations para soprano o tenor y piano (1965), Flamenco Cyclothymia, para violín y piano (1967), o las composiciones para piano Flamenquerías (1951), Tales from the Flamenco Kingdom (1955) o Five Dances (1960). En su obra orquestal destaca también la Sinfonía Passacaglia (1945), el Concertino, para piano y orquesta de cuerda (1956)  los conciertos para arpa (1978) y violín (1980). Compuso también obras para coro y para guitarra y un cuarteto de cuerda (1974). Su última obra fue un concierto para flauta travesera, contrabajo y orquesta de cámara (1988). Dejó también una orquestación de la suite Iberia de Isaac Albéniz, a partir del encargo que le hicieron los herederos del compositor en 1954. 
Carlos Suriñach murió en New Haven, Connecticutt, el 12 de noviembre de 1997, a los 82 años de edad. La BMI Foundation otorga con su nombre un premio a jóvenes músicos.